# Adibou : Aventure objectif Terre
Adibou : Aventure objectif terre est une série télévisée d'animation française pour les enfants en bas âge réalisée par Eric Cazes et basée sur le personnage d'Adibou.
La bande son est composée par Olivier Aussudre.
Le programme est diffusé entre le 21 novembre 2008 et le 4 juillet 2009 sur France 5 dans l'émission Midi les Zouzous, et sur TiJi de janvier 2010 jusqu'au 2 janvier 2016, une chaîne pour les moins de 7 ans[réf. souhaitée].

## Synopsis
Grâce à leur capacité de miniaturisation, Adibou et ses amis s'introduisent au cœur des phénomènes naturels pour les expliquer aux enfants.

## Personnages
- Adibou : Adibou est le personnage principal du dessin animé. Ce petit bonhomme enjoué a plusieurs amis et vit une foule d’aventures.
- Bouzzy : Ce monstre repoussant est très souvent de mauvaise humeur. Il ne sait pas parler.
- Adilia : C'est l’amie d’Adibou. Cette dernière est très coquette. Elle aime la mode et est très sportive.
- Robitoc : Même s’il est un peu maladroit, ce robot connaît un tas de choses sur le monde. C’est un robot jardinier.

## Épisodes
1. Comment se forment les nuages ?
2. À quoi servent les cendres d'un volcan ?
3. Pourquoi le ciel est-il bleu ?
4. Qu'est-ce que le tonnerre ?
5. À quoi sert le corail ?
6. Qu'est-ce que le pollen ?
7. Comment nettoie-t-on la mer ?
8. Qu'est-ce que le corail ?
9. À quoi servent les algues ?
10. Qu'est-ce qu'un glacier ?
11. Qu'est-ce que le pétrole ?
12. Que crache un volcan ?
13. Qu'est-ce qu'un arc-en-ciel ?
14. Pourquoi les feuilles tombent-elles en automne ?
15. Qu'est-ce qu'un geyser ?
16. Qu'est-ce qu'un igloo ?
17. Qu'est-ce qu'un volcan ?
18. Où va l'eau de la pluie ?
19. Qu'est-ce qu'un fossile ?
20. Pourquoi fait-il chaud dans le désert ?
21. Qu'est-ce que la mousse ?
22. Qu'est-ce que la neige ?
23. Pourquoi y a-t-il des avalanches ?
24. Qu'est-ce qu'un fruit des bois ?
25. Qu'est-ce que le compost ?
26. Qu'est-ce qu'un iceberg ?
27. Qu'est-ce qu'un courant ?
28. Pourquoi les sapins ont-ils des aiguilles ?
29. Qu'est-ce qu'une oasis ?
30. Comment poussent les champignons ?
31. Pourquoi certains animaux sont-ils lumineux ?
32. D'où vient le sable ?
33. Qu'est-ce que la pluie ?
34. Comment se forme la banquise ?
35. D'où viennent les sources d'eau douce ?
36. D'où vient le vent ?
37. Qu'y a-t-il à l'intérieur de la Terre ?
38. Pourquoi les fleurs sentent-elles bon ?
39. Pourquoi la mer est-elle bleue ?
40. D'où vient le sel ?
41. Pourquoi les mûriers ont-ils des épines ?
42. Comment naît un fruit ?
43. Pourquoi les feuilles sont-elles vertes ?
44. Qu'est-ce qu'une tornade ?
45. Pourquoi les coquillages font-ils des perles ?
46. Comment naît une montagne ?
47. Qu'est-ce qu'un lac ?
48. Qu'est-ce qu'un mirage ?
49. Pourquoi la Terre tremble-t-elle ?
50. Qu'est-ce qu'un orage ?
51. Qu'est-ce qu'une grotte ?
52. Comment poussent les arbres ?

## Voix originales
- Nathalie Homs : Adibou
- Marie Zidi : Adilia
- Jean-Claude Donda : Robitoc / Bouzzy

## Voix anglaises
- Kate Lock : Adibou / Adilia
- Wayne Forester : Robitoc / Bouzzy